# La Carlota (Negros Occidental)
La Carlota è una città componente delle Filippine, situata nella Provincia di Negros Occidental, nella Regione di Visayas Occidentale.
L'intero territorio della municipalità è parte del Parco naturale del monte Kanla-on, istituito nel 1997  dall'allora presidente delle Filippine Gloria Arroyo.
La Carlota è formata da 14 baranggay:
- Ara-al
- Ayungon
- Balabag
- Barangay I (Pob.)
- Barangay II (Pob.)
- Barangay III (Pob.)
- Batuan
- Cubay
- Haguimit
- La Granja
- Nagasi
- Roberto S. Benedicto (Consuelo)
- San Miguel
- Yubo